# 강릉 조실환 가옥
강릉 조실환 가옥(江陵 曺室煥 家屋)은 강원도 강릉시 유산동에 있던 건축물이다. 1985년 1월 17일 강원도의 문화재자료 제54호로 지정되었으나, 상당부분 변형되어 문화재적 가치가 훼손됨에 따라 2010년 6월 4일 문화재 지정이 해제되었다.

## 참고 자료
- 강릉조실환가옥 - 국가유산청 국가유산포털